# The Life Story of David Lloyd George
The Life Story of David Lloyd George è un film muto del 1918 diretto da Maurice Elvey.

## Produzione
Il film fu prodotto dall'Ideal Film Company.

## Distribuzione
I diritti di distribuzione erano detenuti dalla stessa casa di produzione, l'Ideal Film Company. Il film fu ritirato dal mercato poco prima della sua distribuzione nel 1918 per ragioni politiche.
Creduto a lungo un film perduto, fu ritrovato negli archivi della famiglia Lloyd George nel 1994.